# 昔军
昔军 (BGN/PCGN: sitkwin)是缅甸勃固省敏拉镇区下辖的一个小镇。

## 重要事件
1998年2月7日，贝特朗·皮卡尔一行乘坐他们的“百年灵轨道飞行器”热气球（Breitling Orbiter)在此镇着陆。
2002年6月23日，来自昔军地区的4254名民众举行了集会反对全国民主联盟。